# Reinier van Tzum
Reinier van Tzum auch Reijnjer van't Zum, (* ca. 1600 in Tzum; † 21. September 1670 in IJlst) machte im Dienst der Niederländischen Ostindien-Kompanie (VOC) Karriere als Kaufmann und Leiter der Handelsniederlassungen in Siam in Japan. Nach seiner Heimkehr wurde er Bürgermeister von IJlst, einer der „friesischen elf Städte“ (ndl. Friese elf steden).

## Frühe Karriere

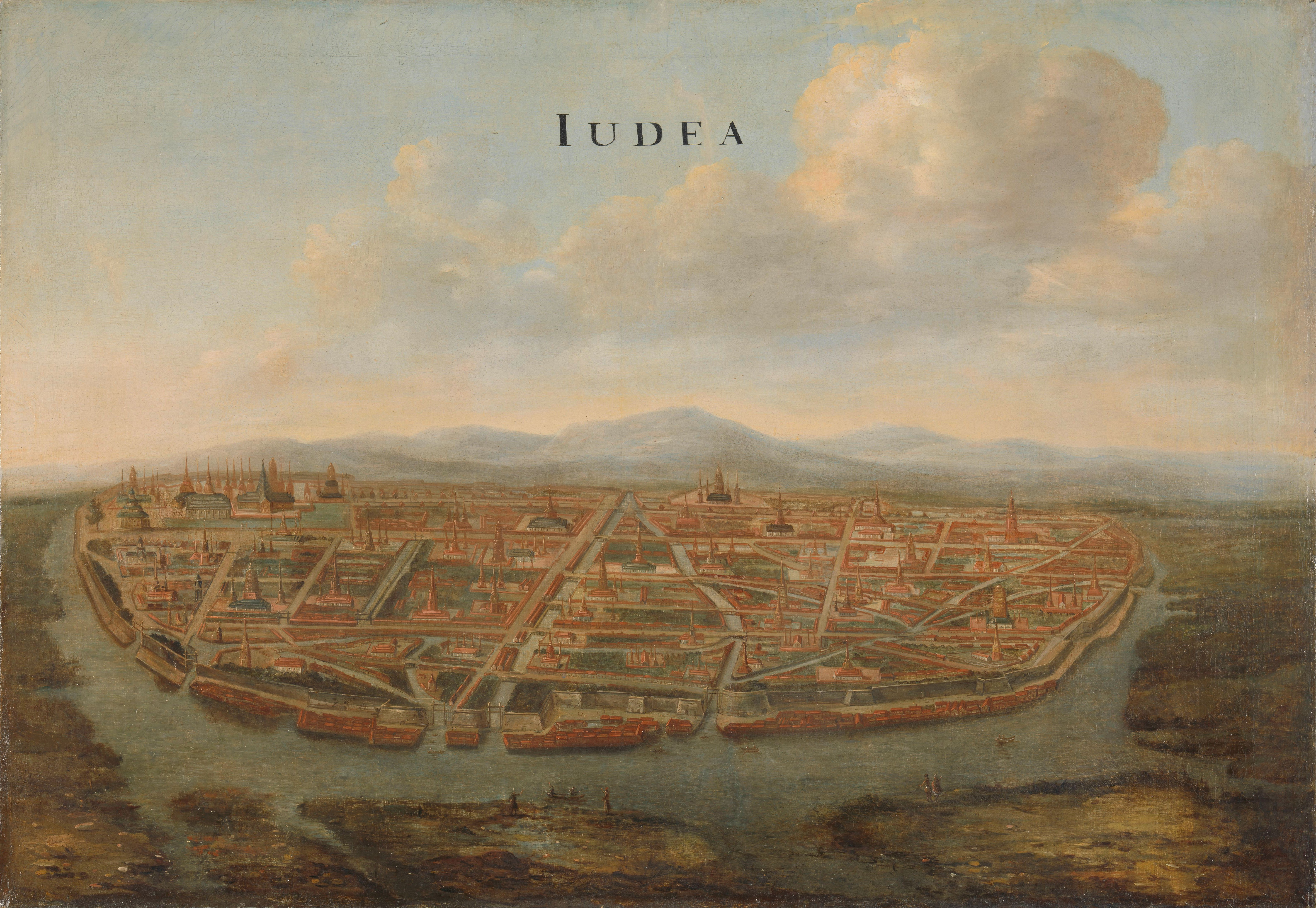
Ayutthaya um 1665 (Vingboons Atlas)

Van Tzum stammte aus der friesischen Ortschaft Tzum in der Nähe von Franeker. Sein Vater Marten Jansz war Kapitän bei der Admiralität von Friesland. Erste Belege seiner Laufbahn in der Niederländischen Ostindien-Kompanie finden sich für das 1629, als er als Unterkaufmann in Ayutthaya (Siam) weilte. Diesen Rang hatte er auch 1636 inne. 1640 wurde er Kaufmann. Im folgenden Jahr übernahm er die Leitung der Niederlassung, zunächst provisorisch, dann mit offizieller Bestätigung. In diesem Amt arbeitete er eng zusammen mit namhaften Faktoreileitern wie Johan van Twist in Malakka, François Caron in Niederländisch-Formosa und den Leitern der Niederlassung in Persien (Bandar Abbas) und an der Koromandelküste. Am 6. Februar 1644 brachte er einen Brief des Königs von Siam nach Batavia und zog am 3. Mai mit Geschenken und einem Schreiben des Generalgouverneurs erneut nach Ayutthaya.

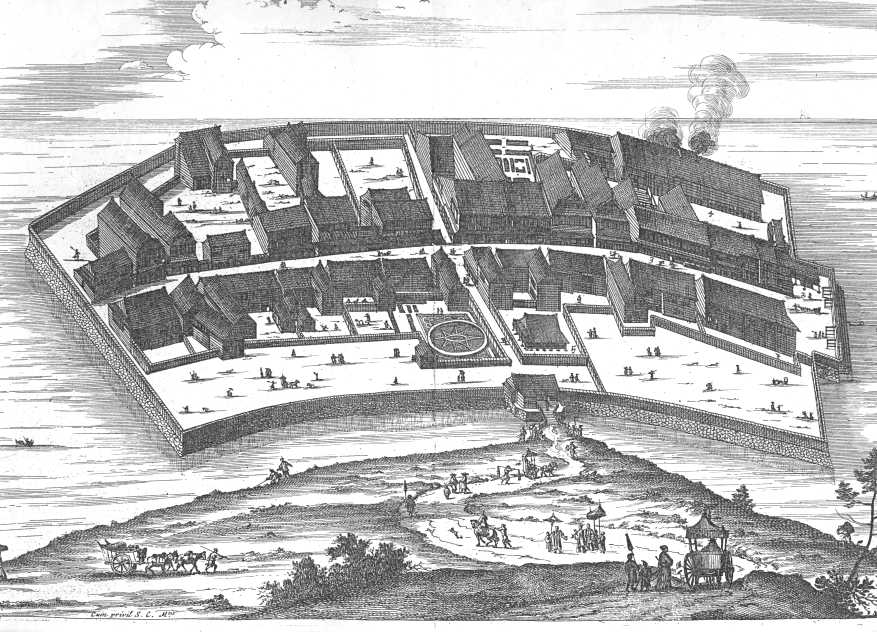
Dejima um die Mitte des 17. Jahrhunderts. Aus: Arnoldus Montanus: Gedenkwaerdige Gesantschappen der Oost-Indische Maetschappy in't Vereenigde Nederland, aen de Kaisaren van Japan. 1669

## Japan
Wie ein Brief aus Batavia vom 2. Juni 1645 an seinen Onkel und Kirchenvorstand Pieter Hessel in Tzum zeigt, hatte Van Tzum eigentlich vor, in die Heimat zurückzukehren, doch wurde er für einen Turnus zur Niederlassung Dejima in der Bucht von Nagasaki geschickt. Die Versetzung ergab Sinn, denn Siam lieferte Sappanholz, Tierhäute, Gummi Lacca, Kokosöl, Putschuk (Costus indicus), Elfenbein u. a. m. für den japanischen Markt, so dass Erfahrungen in beiden Niederlassungen von Vorteil waren. Van Tzums Schiff erreichte am 29. September 1645 Nagasaki. Bis zum offiziellen Dienstantritt führte ihn der amtierende Leiter Pieter Antonisz. Overwater in die Geschäfte ein.
Die Lage zu jener Zeit war ziemlich prekär. Ein niederländisches Expeditionsschiff, die „Breskens“, hatte zwei Jahre zuvor ungeachtet aller strikten japanischen Verbote in Nambu (Nordjapan) ein Boot ausgesetzt, um Wasser aufzunehmen. Prompt wurden Kapitän Hendrick Cornelisz Schaep und neun seiner Leute festgenommen und nach Edo überführt. Nach vielem Hin und Her klärte sich die Nationalität dieser Fremden auf, der Shōgun ließ Gnade walten und im Februar 1644 die zehn schließlich der Faktorei Dejima überstellen. Doch hatte der Zwischenfall gewaltigen Ärger in japanischen Regierungskreisen ausgelöst, und man erwartete erhebliche Anstrengungen und Zeichen der Dankbarkeit von Seiten der Ostindien-Kompanie.
Ende Dezember brach Van Tzum zu der alljährlichen Reise nach Edo (heute Tokio) auf, wo die Faktoreileiter anlässlich des japanischen Neujahrs in einer Zeremonie dem Shōgun für die Erlaubnis zum Handel mit Japan Dank abstatteten. Mit sechs Landsleuten und einer großen japanischen Entourage erreichte er am 7. Februar 1646 seine Unterkunft in der Hofstadt. Wie jedes Jahr führten die Niederländer Geschenke für den Shōgun und andere hohe Herren mit. In ausführlichen Befragungen versuchten der für die Sicherheit im Lande zuständige Kommissar Inoue Masashige und der Reichsrat Kuze Hiroyuki, die Haltung der Kompanie und den Hintergrund des Zwischenfalls in Nambu zu erfassen. Weder die Geschenke (Brillen, Linsen, Arzneimittel usw.) noch Van Tzums Erklärungen wurden jedoch als ausreichend erachtet, und es sollte noch Jahre dauern, bis die Spannungen durch eine aufwendige Sondergesandtschaft abgebaut wurden.
Am 7. Oktober übergab Van Tzum die Amtsgeschäfte seinem Nachfolger Willem Verstegen. Drei Wochen später lief sein Schiff nach Batavia aus. Van Tzum fühlte sich „erlöst“.

## Heimfahrt
Die Belastungen durch das Jahr in Japan dürften den Entschluss zur Heimfahrt um ein Weiteres bestärkt haben. Am 16. Januar 1647 brach er an Bord der „Haerlem“ auf. Am 25. März jedoch lief ihr Schiff bei der Umrundung des Kaps der Guten Hoffnung in heftigen Böen auf Grund. Seiner Zeit gab es noch keinen Stützpunkt, erst 1652 richteten die Niederländer hier unter Jan van Riebeeck einen Versorgungsstützpunkt ein.
Die Überlebenden verschanzten sich und wollten auf die Hilfe von anderen Kompanieschiffen warteten. Bereits am 30. März wurde sie von zwei englischen Schiffen entdeckt und 40 Mann wurden nach St. Helena mitgenommen. Am 1. April erreichte das VOC Schiff Schiedam (Jeremias van Vliet) die Schiffbrüchigen.
Nach der Beratung der Kapitäne wurde beschlossen sechzig Mann unter dem Kaufmann Leendert Janszen in einem Stützpunkt zurückzulassen. Tzum bestieg das Begleitschiff „Witte Olifant“ (unter Cornelis Claesz Spranck). In den Niederlanden berichtete er dem Obersten Rat der VOC und betonte die Notwendigkeit eines permanenten Stützpunktes am Kap der Guten Hoffnung.

## Friesland
Zurück in den Niederlanden zog Van Tzum nach Cornjum, wo er 1648 eine Margaretha van Aesgema heiratete. 1651 wurde er Besitzer eines Hofs namens „Salwerd“ bei Franeker. 1654 siedelte er nach IJlst über, wurde Mitglied des Vroedschaps und übernahm innerhalb einige Jahre das Amt des Bürgermeisters. 1657 wurde er Kirchenältester, im folgenden Jahr Mitglied des friesischen Provinzialparlaments, wo er sich in der Rechenkammer um die Finanzen der Provinz kümmerte.

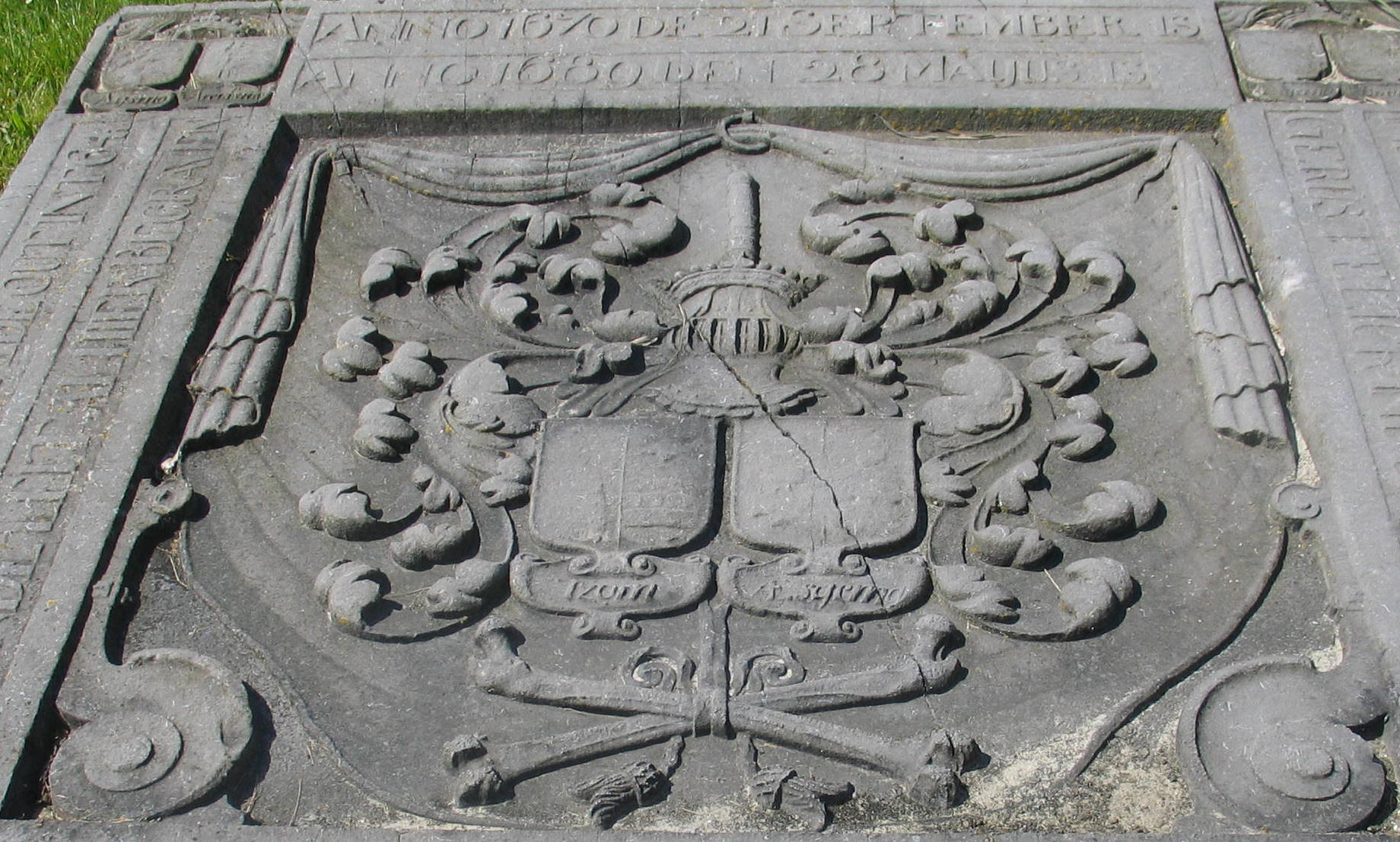
Grabstein von Reinier van Tzum und seiner Frau